# Parc de la Ciutadella
Il Parc de la Ciutadella è un parco che si trova a Barcellona all'interno del quartiere de La Ribera.

## L'Esposizione universale del 1888
Il parco è stato il primo parco cittadino della città e fu progettato dall’architetto Josep Fontserè i Mestre ispirandosi ai Giardini del Lussemburgo di Parigi.
Il parco venne realizzato per ospitare l'Esposizione universale del 1888 e prende il nome dal fatto che fu costruito sugli antichi terreni della fortezza cittadina (La Ciutadella) demolita nel 1869. 
Il parco ha un'estensione di 17,42 ettari e al suo interno si possono trovare lo Zoo, l'antico arsenale della Cittadella (oggi sede del Parlamento della Catalogna) e il Castell dels Tres Dragons, progettato da Lluís Domènech i Montaner, che fungeva da ristorante per i visitatori dell'Esposizione.
Altri edifici costruiti nel parco sono il Museo di geologia Martorell progettato da Antoni Rovira i Trias, l'Umbracle con la funzione di ombracolo progettato da Josep Fontserè i Mestre e finito da Josep Amargós i Samaranch e la Galeria de les Màquines, oggi occupata come struttura per lo zoo.
All'interno del parco c'è inoltre anche una monumentale fontana alla cui realizzazione collaborò anche Antoni Gaudí.